# 레오폴도 칼보소텔로
레오폴도 칼보 소텔로 이 부스텔로(스페인어: Leopoldo Calvo-Sotelo y Bustelo, 1926년 4월 14일 ~ 2008년 5월 3일)는 스페인의 정치인이다.
1926년 마드리드에서 저명한 정치가의 아들로 태어났다. 아버지 레오폴도 칼보 소텔로는 작가였으며 삼촌 호세 칼보 소텔로는 미겔 프리모 데 리베라 정부 시절에 재정 장관 을 지냈다. 1948년 마드리드 기술 대학교 예속 토목기술전문학교를 전문학사 학위하였고, 그 후 화학 응용 분야에서 일했다.
1981년 2월 25일 아돌포 수아레스가 총리직을 사임 한 뒤, 마르토렐리 前 스페인 부총리 진영의 쿠데타 기도를 극복 하고 같은 해 2월 26일에 총리로 임명되었다. 1982년 12월 1일에 총리직에서 물러났으며, 사회주의자 펠리페 곤살레스가 그의 뒤를 이어 자리에 올랐다. 2008년 5월 3일에 사망하였다.

## 참고
1. 1 2 3  “Leopoldo Calvo Sotelo: Post-Franco Prime Minister of Spain who survived an attempted coup and was determined to see the country join Nato”. 《타임스》. 2008년 5월 5일. 2010년 5월 24일에 원본 문서에서 보존된 문서. 2008년 5월 13일에 확인함.
2. ↑  http://www.geneall.net/H/per_page.php?id=467850
3. 1 2  연합뉴스 (2008년 5월 5일). “스페인 前총리 레오폴도 칼보 소텔로 별세”. 조선일보. 2010년 10월 26일에 확인함.[깨진 링크(과거 내용 찾기)]